# Yordan Álvarez
Pour les articles homonymes, voir Álvarez.
Yordan Ruben Álvarez (né le 27 juin 1997 à Las Tunas, Cuba) est un frappeur désigné et joueur de champ gauche des Ligues majeures de baseball jouant pour les Astros de Houston.

## Biographie
Le 15 juin 2016, les Dodgers de Los Angeles signe Yordan Álvarez en provenance de Cuba. Six semaines plus tard, il est échangé aux Astros de Houston en échange du lanceur Josh Fields et progresse dans les ligues mineures de baseball.
En 2019, au terme de sa première saison dans la Ligue majeure de baseball, Yordan Álvarez est désigné comme la recrue de l'année de la ligue américaine, sélectionné unanimement par les trente votants. Lors de la phase finale de la Ligue majeure de baseball 2021, Yordan Álvarez est un acteur majeur du parcours des Astros de Houston jusqu’à la série mondiale. En juin 2022, le frappeur désigné cubain signe un contrat de six ans avec les Astros de Houston d'une valeur totale de 115 millions de dollars.